# Maximilian Kuen
Pour les articles homonymes, voir Kuen.
Maximilian Kuen (né le 26 mai 1992 à Kufstein) est un coureur cycliste autrichien.

## Biographie
Il met un terme à sa carrière cycliste à l'issue de la saison 2021. 

## Palmarès et résultats

### Palmarès par année
- 2009
  - 3e du championnat d'Autriche du contre-la-montre juniors
- 2010
  -  Champion d'Autriche du contre-la-montre juniors
  -  Champion d'Autriche de la montagne juniors
- 2013
  - 8e du championnat d'Europe sur route espoirs
- 2014
  - 2e du championnat d'Autriche sur route espoirs
- 2015
  - Tour de Sebnitz
  - 2e du championnat d'Autriche du critérium
- 2016
  - 3e du Kirschblütenrennen
- 2017
  - 3e du Grand Prix Südkärnten
- 2019
  - 3e du Kirschblütenrennen

### Classements mondiaux
| Année           | 2013 | 2014 | 2015 | 2016   | 2017   |
| --------------- | ---- | ---- | ---- | ------ | ------ |
| UCI Europe Tour | 885e |      | 295e | 1 419e | 1 160e |